# Roman Bowbelski
Roman Tadeusz Bowbelski (ur. 21 kwietnia?/3 maja 1894 w Kiszyniowie, zm. wiosną 1940 w Katyniu) – major piechoty Wojska Polskiego, ofiara zbrodni katyńskiej.

## Życiorys
Urodził się w Kiszyniowie, w rodzinie Justyna i Leontyny z Gubarewiczów-Radobylskiej. Absolwent Gimnazjum Realnego im. Czerniejewa w Petersburgu. W 1913 zdał egzamin dojrzałości. Po ukończeniu odeskiej szkoły piechoty skierowany do wołyńskiego pułku piechoty lejbgwardii w stopniu kadeta. 1 czerwca 1915 awansował do stopnia chorążego i został przeniesiony do 108 batalionu w Jekaterynosławiu a następnie do 210 pułku piechoty. Dowodził plutonem a następnie kompanią. W 1916 roku został awansowany na podporucznika i porucznika. W 1917 roku wstąpił do I Korpusu Polskiego w Rosji i został przydzielony do 2 pułku ptrzelców polskich. Następnie dowodzi kompanią w pułku zapasowym.
3 grudnia 1918 roku został przyjęty do Wojska Polskiego. W 1919 roku został komendantem Składnicy Broni w Łodzi, następnie dowodzi kompanią 7 pułku piechoty Legionów w wojnie polsko-bolszewickiej. Od 1920 przydzielony do Okręgowej Komisji Transportów Wojskowych w Siedlcach, jako komendant dworca kolejowego w Siedlcach.
3 maja 1922 roku został zweryfikowany w stopniu kapitana ze starszeństwem z 1 czerwca 1919 roku i 367. lokatą w korpusie oficerów piechoty, a jego oddziałem macierzystym był 28 pułk Strzelców Kaniowskich. W okresie międzywojennym służy jako referent wyszkoleniowy w Dowództwie Okręgu Korpusu Nr IV w Łodzi i w Oddziale V Ministerstwa Spraw Wojskowych w Warszawie. 3 maja 1926 roku został awansowany na majora ze starszeństwem 1 lipca 1925 roku i 28. lokatą w korpusie oficerów piechoty. Ukończył oficerskie kursy doskonalenia w Rembertowie i Chełmnie. Następnie dowodzi batalionem w 68 pułku piechoty. W październiku 1926 roku został wyznaczony na stanowisko kwatermistrza pułku. Za ten okres służby inspektor armii gen. dyw. Edward Śmigły-Rydz wystawił mu następującą opinię: „jako kwatermistrz słaby, bez energii i inicjatywy, nie umie pracować z planem”. W listopadzie 1927 roku został przeniesiony do 10 pułku piechoty w Łęczycy na stanowisko dowódcy III batalionu, detaszowanego w Skierniewicach. W kwietniu 1928 roku został przesunięty na stanowisko dowódcy I batalionu. 12 marca 1929 roku został zwolniony z zajmowanego stanowiska, pozostawiony bez przynależności służbowej z równoczesnym oddaniem do dyspozycji dowódcy Okręgu Korpusu Nr IV. Z dniem 31 sierpnia 1929 roku został przeniesiony w stan spoczynku. W 1934 roku pozostawał w ewidencji Powiatowej Komendy Uzupełnień Białystok. Posiadał przydział do Oficerskiej Kadry Okręgowej Nr III. Był wówczas „przewidziany do użycia w czasie wojny”.
W czasie kampanii wrześniowej 1939 roku, po agresji ZSRR na Polskę, dostał się do niewoli radzieckiej. Przebywał w obozie jenieckim w Kozielsku. Między 7 a 9 kwietnia 1940 roku został przekazany do dyspozycji naczelnika smoleńskiego obwodu NKWD. Między 9 a 11 kwietnia 1940 roku został zamordowany w Katyniu przez funkcjonariuszy Obwodowego Zarządu NKWD w Smoleńsku oraz pracowników NKWD przybyłych z Moskwy na mocy decyzji Biura Politycznego KC WKP(b) z 5 marca 1940 roku. Ofiary tej zbrodni grzebano w bezimiennych mogiłach zbiorowych, gdzie od 28 lipca 2000 roku mieści się oficjalnie Polski Cmentarz Wojenny w Katyniu. W miejscu tym prowadzone były ekshumacje i prace archeologiczne, jednak Roman Bowbelski nie został zidentyfikowany. Figuruje na liście wywózkowej LW 017/3 z 1940, poz. 62, teczka personalna nr 11.

Roman Bowbelski był żonaty z Janiną, z którą miał syna Romana i córkę Krystynę. Roman Tadeusz Bowbelski zmarł we wrześniu 2001 roku w Spilsby, Lincolnshire.
5 października 2007 roku minister obrony narodowej Aleksander Szczygło mianował go pośmiertnie na stopień podpułkownika. Awans został ogłoszony 9 listopada 2007 roku w Warszawie, w trakcie uroczystości „Katyń Pamiętamy – Uczcijmy Pamięć Bohaterów”.

## Upamiętnienie
- Posadzeniem Dębu Pamięci na ul. Lwowskiej w Chełmie[25].
- Na tablicy katyńskiej na Ścianie Pamięci kościoła Św. Stanisława w Siedlcach[26].

## Ordery i odznaczenia
- Medal Pamiątkowy za Wojnę 1918–1921 "Polska Swemu Obrońcy"
- Medal Dziesięciolecia Odzyskanej Niepodległości
- Order Wojenny św. Jerzego (Imperium Rosyjskie)
- Order św. Stanisława (Imperium Rosyjskie)
- Order św. Anny (Imperium Rosyjskie)